# Washington da Silva
Washington, właśc. Washington Roberto Mariano da Silva (ur. 19 czerwca 1985 w Cataguases) – brazylijski piłkarz występujący na pozycji napastnika. 
W latach 2006–2007 zawodnik CRB Maceió. W 2008 roku trafił do klubu Makedonija Skopje. W 2009 roku przeszedł za 300.000 euro do Partizana Belgrad. W sezonie 2010/2011 przebywał na wypożyczeniu w klubie Borac Čačak. Następnie grał w Brazylii w drużynach  EC Novo Hamburgo, Funorte EC oraz Nacional AC.
W swojej karierze rozegrał 31 spotkań i zdobył 4 bramki w Super liga Srbije.